# Stefan Wyszyński
Stefan Wyszyński, poljski rimskokatoliški škof, primas in kardinal, * 3. avgust 1901, Zuzela, † 28. maj 1981, Varšava.
Kardinal Wyszyński je med 2. svetovno vojno podpiral poljsko odporniško gibanje. Za škofa v Lublinu je bil imenovan 25. marca 1946, za gniezenskega in obenem še varšavskega nadškofa, ter s tem tudi za primasa Poljske pa leta 1948. Kardinal je postal 12. januarja 1953. Komunistični režim ga je v letih od 1953 do 1956 interniral v samostan, kljub temu pa se kardinal Wyszyński zavzemal za spravo med državo in Cerkvijo.